# 1148 en santé et médecine
| Années de la santé et de la médecine : 1145 - 1146 - 1147 - 1148 - 1149 - 1150 - 1151    |
| Décennies de la santé et de la médecine : 1110 - 1120 - 1130 - 1140 - 1150 - 1160 - 1170 |

Cet article présente les faits marquants de l'année 1148 en santé et médecine.

## Événements
- Sur une plainte adressée au pape Eugène III par Bernard de Clairvaux, le concile de Reims, rappelant les décisions prises à celui du Latran en 1139, défend aux moines d'étudier la médecine (« la physique[1] »).
- Mort de Guillaume de Saint-Thierry (né vers 1075), théologien, mystique, et auteur, parmi d'autres ouvrages, d'un unique traité « purement scientifique », le De natura corporis et animae, publié avant 1135 et dont la première partie porte sur l'anatomie et sur certains aspects de la physiologie du corps humain[2].

## Fondations
- Fondation de la maladrerie Saint-Lazare de Moingt par Guigues II, comte de Forez[3].
- Près de Winchester, capitale du Hampshire en Angleterre, première mention de la léproserie qui est à l'origine de St. Mary Magdalene's Hospital[4].
- Un petit hôpital, établi sur des terres appartenant à l'hôpital St. Leonard d'York, est attesté à Bowes dans le comté de Durham en Angleterre[5].
- 1147-1148 : fondation de St Katharine's Hospital (en), à Londres, par Mathilde de Boulogne, reine d'Angleterre[6].
- 1148-1158 : fondation à Oxford, en Angleterre, de l'hôpital de Cold Norton, par Avelina, dame de Norton, et Robert de Chesney (en), évêque de Lincoln[7].

## Personnalités
- Fl. Richard, « médecin cité à propos d'une donation faite à l'abbaye de Montbenoît en Franche-Comté[8] ».
- Fl. Seguin, l'un des « maîtres des premières écoles de médecine à Montpellier », d'après une inscription gravée dans le vestibule de la faculté de médecine de cette ville[8].

.